# Jerusalén en el judaísmo
Desde el siglo X a. C. Jerusalén ha sido la ciudad más sagrada, el foco y el centro espiritual de los judíos. Durante mucho tiempo, Jerusalén se ha integrado en la conciencia religiosa judía y los judíos siempre han estudiado y personalizado la lucha por el rey David para capturar Jerusalén y su deseo de construir el Templo Sagrado allí, tal como se describe en el libro de Samuel y el libro de los Salmos. Muchos de los anhelos del Rey David sobre Jerusalén han sido adaptados en oraciones y canciones populares. Los judíos creen que en el futuro el Templo reconstruido en Jerusalén se convertirá en el centro de la adoración y la instrucción para toda la humanidad y, en consecuencia, Jerusalén se convertirá en el centro espiritual del mundo.

## Primeras tradiciones de la Biblia hebrea
La más antigua tradición respecto de Jerusalén afirma que Adán, el primer hombre, fue creado en el mismo lugar donde en el futuro el Altar estaría ubicado enfrente del Santo Templo en Jerusalén. Después de que fue expulsado del Jardín del Edén, regresó a este lugar para ofrecer un sacrificio a Dios. Caín y Abel también trajeron sus ofrendas sobre este altar. Se cree que Adán vivió en Jerusalén durante toda su vida. El altar en Jerusalén permaneció como un santuario permanente donde todas las personas podían adorar a Dios hasta que fue destruido por el diluvio. Después del diluvio, Noé lo reconstruyó. La Biblia registra que Noé bendijo a su hijo Sem, lo que indica que Jerusalén sería incluida en la herencia de Sem. Sem y sus descendientes vivieron en Jerusalén y establecieron allí una academia donde se enseñaba la palabra de Dios. Cuando la ciudad se convirtió en lo suficientemente grande como para requerir gobierno, Sem fue coronado rey y recibió el título de «Malki-tzédek». Tzédek, es decir, rectitud, es un nombre usado para referirse a Jerusalén. En la antigüedad, la ciudad fue dividida, con la «Ciudad Baja» al este y la «Ciudad Alta» en una mayor altura al oeste. La sección oriental fue referida como Salem, mientras que la sección superior, que incluye el lugar del altar, se llamaba la tierra de Moriá. 340 años después del diluvio, las tribus cananeas comenzaron a invadir la Tierra Santa y los amorreos ocuparon la Ciudad Alta occidental y posteriormente destruyeron el altar. Sem y su pueblo retuvieron el control de la Ciudad Baja y mantuvieron la academia allí. Algunas leyendas dicen que Abraham fue a Jerusalén como un niño pequeño para estudiar la tradición con Noé y Sem. Más tarde, Dios instruyó a Abraham a salir de Mesopotamia y volver a la Tierra Prometida. Después de que él obtuvo la victoria en una guerra en que quedó enredado, él fue bendecido por Sem. Poco después, el este de Jerusalén (Salem) comenzó a estar bajo el dominio de los filisteos que ocupaban la zona. Con el fin de hacer la paz con ellos, Abraham fue a negociar con su rey Abimelec, que le aseguró la seguridad de la academia de Sem. Cuando nació el hijo y heredero de Abraham, Isaac, Abimelec se acercó a Abraham con el fin de hacer un pacto entre ellos. El tratado estipulaba que siempre que un descendiente de Abimelec habitara en la tierra, ningún descendiente de Abraham haría la guerra contra ellos. Este pacto sería más adelante la razón por la cual los israelitas no habrían de capturar la parte oriental de Jerusalén.
Cuando a Abraham se le dijo que sacrificara a su hijo, Dios les envió a Moriá. El lugar donde el altar había estado fue reconstruido por Abraham, quien se preparó para sacrificar a Isaac en él. Fue después de pasar esta última prueba, que se llevó a cabo de Sem como el Sacerdote del Altar en el Monte Moriá, que Abraham llamó al lugar «Yirah» o Yiru (Jeru), que significa temor. Cuando esto se unió con el nombre de la parte oriental de la ciudad, la ciudad obtuvo su nombre actual JeruSalén, lo que implica «completo temor de Dios». Inmediatamente después de Abraham compró la cueva de Macpela en Hebrón a Efrón el hitita, este hizo un pacto con Abraham: los descendientes del Patriarca no tomarían la ciudad de Jerusalén expulsando a los hititas por la fuerza. Como resultado, la parte occidental de la ciudad fue finalmente comprada a los descendientes de Efrón por los israelitas.

## En la Biblia hebrea
Aunque Jerusalén aparece en la Biblia hebrea 669 veces, no es mencionada en el Pentateuco. En cambio cuando se refiere a Jerusalén, se utiliza el término «el lugar que Dios escoja». Maimónides cita varias razones por qué esto es así, siendo la primera que si las naciones del mundo se hubieran enterado de que este lugar estaba destinado a convertirse en el centro de los más altos ideales religiosos, lo habrían ocupado para evitar que los judíos tuvieran su control.
En el judaísmo ortodoxo, se considera a la Torá Escrita como la base para la Ley Oral (Mishná, el Talmud y el Shulján Aruj) estudiada, practicada y atesorada por los judíos y el judaísmo durante tres milenios (lista de oraciones y bendiciones judías). El Talmud amplía con gran profundidad la conexión judía con la ciudad.
Por ejemplo, el libro de los Salmos, que ha sido citado con frecuencia y memorizado por los judíos durante siglos, dice:
- «Junto a los ríos de Babilonia, allí nos sentábamos, y aun llorábamos, acordándonos de Sion». (Salmos 137:1);
- «Y los que nos habían llevado cautivos nos pedían que cantásemos, y los que nos habían desolado nos pedían alegría, diciendo: Cantadnos algunos de los cánticos de Sion. ¿Cómo cantaremos cántico de Jehová en tierra de extraños? Si me olvidare de ti, oh Jerusalén, pierda mi diestra su destreza. Mi lengua se pegue a mi paladar, si de ti no me acordare; si no enalteciere a Jerusalén como preferente asunto de mi alegría. Oh Jehová, recuerda contra los hijos de Edom el día de Jerusalén, cuando decían: Arrasadla, arrasadla hasta los cimientos. Hija de Babilonia la desolada, bienaventurado el que te diere el pago de lo que tú nos hiciste». (Salmos 137:3-8) (Versión Reina-Valera 1960, en cursiva las palabras que no se encuentran en el original hebreo);
- «Oh Dios, vinieron las naciones a tu heredad; han profanado tu santo templo; redujeron a Jerusalén a escombros. (...) Derramaron su sangre como agua en los alrededores de Jerusalén (...)». (Salmos 79:1-3);
- «(...) Jerusalén, que se ha edificado como una ciudad que está bien unida entre sí. (...) Pedid por la paz de Jerusalén (...)». (Salmos 122:2-6);
- «Como Jerusalén tiene montes alrededor de ella, así Jehová está alrededor de su pueblo desde ahora y para siempre». (Salmos 125:2);
- «Jehová edifica a Jerusalén; a los desterrados de Israel recogerá. (...) Alaba a Jehová, Jerusalén; alaba a tu Dios, oh Sion». (Salmos 147:2-12).

## En la literatura rabínica
Los escritos religiosos judíos contienen miles de referencias a Jerusalén, algunas de las cuales son:
- Si uno está rezando en la Tierra de Israel, él debe dirigir su corazón hacia Jerusalén; si él está de pie en Jerusalén, él debe mirar hacia el Templo Sagrado — Brajot 27a
- ¿Por qué son los frutos de Ginosar no se encontraron en Jerusalén? Para que los peregrinos no deban decir «si solamente nos corresponde que comamos los frutos de Ginosar en Jerusalén, será suficiente» — Pesajim 8b
- En el futuro el Santo bendito Sea expandirá Jerusalén en la medida en que un caballo huirá y su propietario podrá recuperarla [mientras siga siendo dentro de los límites de la ciudad] — Pesajim 50a
- Jerusalén no fue dividida entre las tribus — Yoma 12a
- Una serpiente o un escorpión no lesionaran a nadie en Jerusalén — Yoma 21a
- Quien no vio Jerusalén en su gloria nunca ha visto una ciudad hermosa — Sukkah 51b
- Diez medidas de belleza descendieron al mundo, Jerusalén se llevó nueve — Kidushin 49b
- Jerusalén es la luz del mundo — Bereshit Rabbah 59
- Jerusalén no será reconstruida hasta que se haya producido la reunión de los exiliados — Tanchuma Noaj 11
- La Tierra de Israel se encuentra en el centro del mundo y Jerusalén se encuentra en el centro de la Tierra de Israel — Tanjuma Kedoshim 10
- ¿Por qué el Omnipresente no crea manantiales calientes en Jerusalén, como los de Tiberias? Para que una persona no deba decir «Vamos a ascender a Jerusalén» con el fin de bañarse — Sifre Behaalotecha 89
- No hay belleza como la de Jerusalén — Avot of Rabbi Natan 28
- Diez milagros ocurrieron para nuestros antepasados en Jerusalén — Avot of Rabbi Natan 35
- «De todas las tribus» - Esto se refiere a Jerusalén, ya todo Israel está asociado a ella — Avot of Rabbi Natan 35
- En el futuro todas las naciones y reinos serán reunidos a Jerusalén — Avot of Rabbi Natan 35
- Todos los que rezan en Jerusalén - es como si oraran ante el trono de gloria, porque la puerta del cielo se encuentra allí — Pirkei de-Rabbi Eliezer 35
- En el mérito de Jerusalén, divido el mar para ellos — Yalkut Shimoni Isaiah 473
- En el futuro los suburbios de Jerusalén estarán llenos de piedras preciosas y joyas y todo Israel vendrán y las tomarán — Yalkut Shimoni Isaiah 478
- Desde el día en Jerusalén fue destruida, Dios no tiene alegría, hasta que Él reconstruya Jerusalén y regrese a Israel a la misma — Yalkut Shimoni Lamentations 1009

## En la ley y las tradiciones judías

### El Templo en Jerusalén
En la antigüedad, el judaísmo giraba en torno al Templo de Jerusalén. El Sanedrín, que regía la nación, se encontraba en el recinto del Templo. El servicio del Templo fue el centro de las actuaciones de Rosh Hashaná y Yom Kipur. El Templo era el centro de las tres fiestas de peregrinación, a saber, la Pascua, Shavuot y Sucot, cuando a todos los judíos les correspondía reunirse en Jerusalén. Cada siete años, todos los judíos estaban obligados a reunirse en el templo para la lectura Hakhel. El Conteo de 49 días del Omer recuerda la ofrenda del Omer que se ofrecía en el templo todos los días entre Pesaj y Shavuot. El festival de ocho días de Janucá celebra la re-dedicación del segundo templo después de su profanación por Antíoco IV. Un número de días de ayuno, incluyendo el 9 de Av, el 10 de Tevet y el 17 de Tammuz, todos recuerdan la destrucción del Templo.
Maimónides registra una lista de estatutos que se aplicaban a Jerusalén durante el período del Templo: un cadáver no debe quedar dentro de la ciudad durante la noche; los restos humanos no deben ser llevados dentro de la ciudad; sus casas no deben ser alquiladas; no se concedió la residencia para un ger toshav; los terrenos para sepulturas no son mantenidos, excepto los de la Casa de David y Hulda que existían desde los tiempos antiguos; la plantación de jardines y huertos está prohibida; la siembra y el arado está prohibido debido a la posibilidad de la descomposición del producto; los árboles no se plantan, a excepción de jardines de rosas que existían en la antigüedad; los montones de basura están prohibidos debido a la infestación; las vigas y los balcones no podrán sobresalir del dominio público; los hornos de presión están prohibidos debido al humo; está prohibido criar pollos.

### En conmemoración
Al concluir el servicio de Yom Kipur y el Séder de Pesáj, en las afueras de Jerusalén las palabras «El próximo año en Jerusalén» se recitan. Cuando consuelan a los dolientes, los judíos recitan «Que Dios consuele a todos los dolientes de Sion y Jerusalén». En la misma Jerusalén, el Séder de Pésaj podría concluir diciendo «El próximo año en Jerusalén, la reconstrucción», refiriéndose probablemente al Templo que fue destruido hace dos milenios.

## En la oración
En el judaísmo, las oraciones diarias contienen numerosas referencias a Jerusalén. La oración Amidá, que se recita tres veces en días laborables regulares, debe decirse mirando hacia Jerusalén. La siguiente súplica está contenida en ella:
Reside en medio de Tu ciudad Jerusalén tal como hablaste; en medio de ella establece el trono de Tu siervo David y reconstrúyela para estructura eterna, prontamente y en nuestros días. Bendito eres Tú, Eterno, que reconstruye Jerusalén. (...) nuestros ojos contemplarán Tu retorno a Sion con misericordia. Bendito eres Tú, Eterno, que hace retornar Su Presencia a Sion.
En el Birkat Hamazón, que se recita después de participar de una comida que incluye pan, se dice lo siguiente:
Ten misericordia, Oh, Eterno, Dios nuestro, de Tu pueblo Israel, de la ciudad de Jerusalén, del monte de Sion, la morada de Tu gloria, de Tu santuario, de Tu sede y Tu santo lugar, así como de la casa grandiosa y santa que fue consagrada a Tu Nombre. (...) Y reconstruye a Jerusalén, tu santa ciudad, prontamente y en nuestros días. Bendito eres Tú, Eterno, que reconstruye a Jerusalén. Amén. 
Después de participar de una comida ligera, se dice la bendición de acción de gracias:
Ten piedad de nosotros, Eterno, Dios nuestro, de tu ciudad Jerusalén y de Sion, morada de Tu gloria, de Tu altar y de tu Templo. Reconstruye tu santa ciudad de Jerusalén pronto, en nuestros días. Llévanos allí pronto, y danos alegría allí, para que gocemos de su delicia y para que te bendigamos allí en santidad y en pureza.

## Costumbres en recuerdo de Jerusalén
Algunos grupos judíos observan varias costumbres en recuerdo de Jerusalén. Una pequeña cantidad de ceniza es colocada la frente de un novio judío antes de que él vaya a estar de pie bajo el dosel nupcial. Esto le recuerda simbólicamente no permitir que su propia alegría sea «mayor» que la continua necesidad de recordar la destrucción de Jerusalén. La costumbre conocida del novio rompiendo un vaso con el tacón de su zapato después de la ceremonia de la boda también se relaciona con el tema de luto por Jerusalén. Es una costumbre de algunos que el novio recite la oración de los Salmos «Si me olvidare de ti, oh Jerusalén, pierda mi diestra [su destreza]» (Salmos 137:5).
Otra antigua costumbre es dejar un trozo de pared interior frente a la puerta del hogar sin pintar, como recuerdo de la destrucción (Zecher lechurban), del Templo y la ciudad de Jerusalén.
Según la ley judía, como expresión de luto por Jerusalén, está prohibido escuchar cualquier tipo de música, que no sea en días festivos y en las celebraciones como bodas e inauguraciones de nuevos rollos de la Torá. Esta prohibición, sin embargo, mientras codificada en el Shulján Aruj, no es seguida por la gran mayoría de los judíos ortodoxos y aún por los jaredíes hoy en día.

## El Muro de las Lamentaciones en Jerusalén

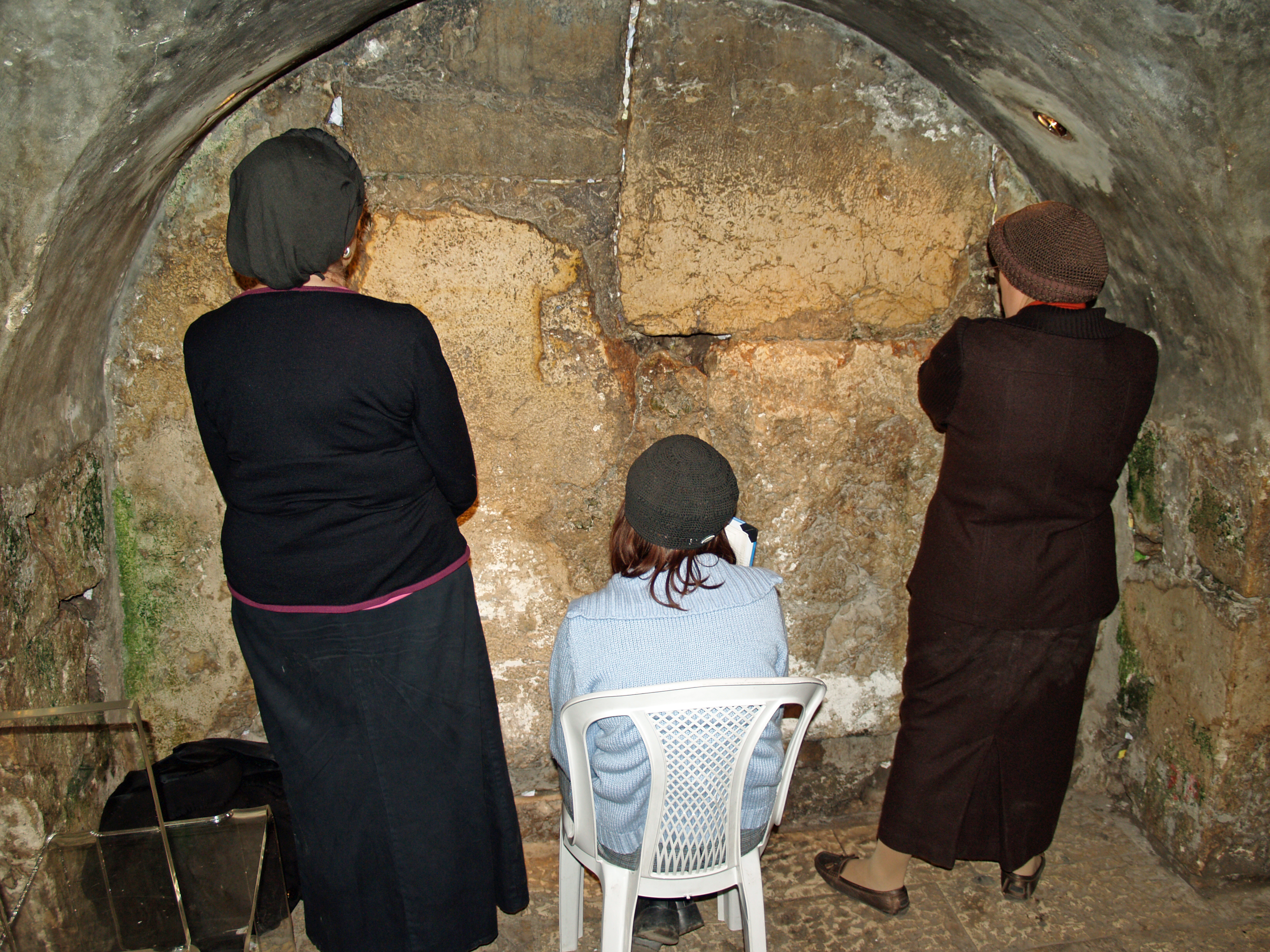
Mujeres judías ortodoxas rezando en el túnel del Muro Occidental de Jerusalén, en el punto más cercano físicamente al Santo de los Santos.

El Muro Occidental (HaKótel HaMa'aravi) es uno de los sitios más sagrados del judaísmo moderno. Esto se debe a que es el punto más cercano al sitio original del Santo de los Santos, que es actualmente inaccesible para los judíos. Hasta 1967, se consideró en general que era el único resto superviviente del Segundo Templo de la época de las conquistas romanas; allí los textos esotéricos del Midrash mencionan la promesa de Dios de mantener éste vestigio de la pared exterior del Templo en pie como un monumento y un recordatorio del pasado. De ahí también viene el nombre de «Muro de las Lamentaciones» utilizado por los no-judíos, porque muchos judíos tradicionalmente lloraban cuando llegaban al lugar.
Sin embargo, la captura de Jerusalén Este en la guerra de los Seis Días reveló que el muro de contención del Monte del Templo, de hecho, sobrevivió en todos los lugares.

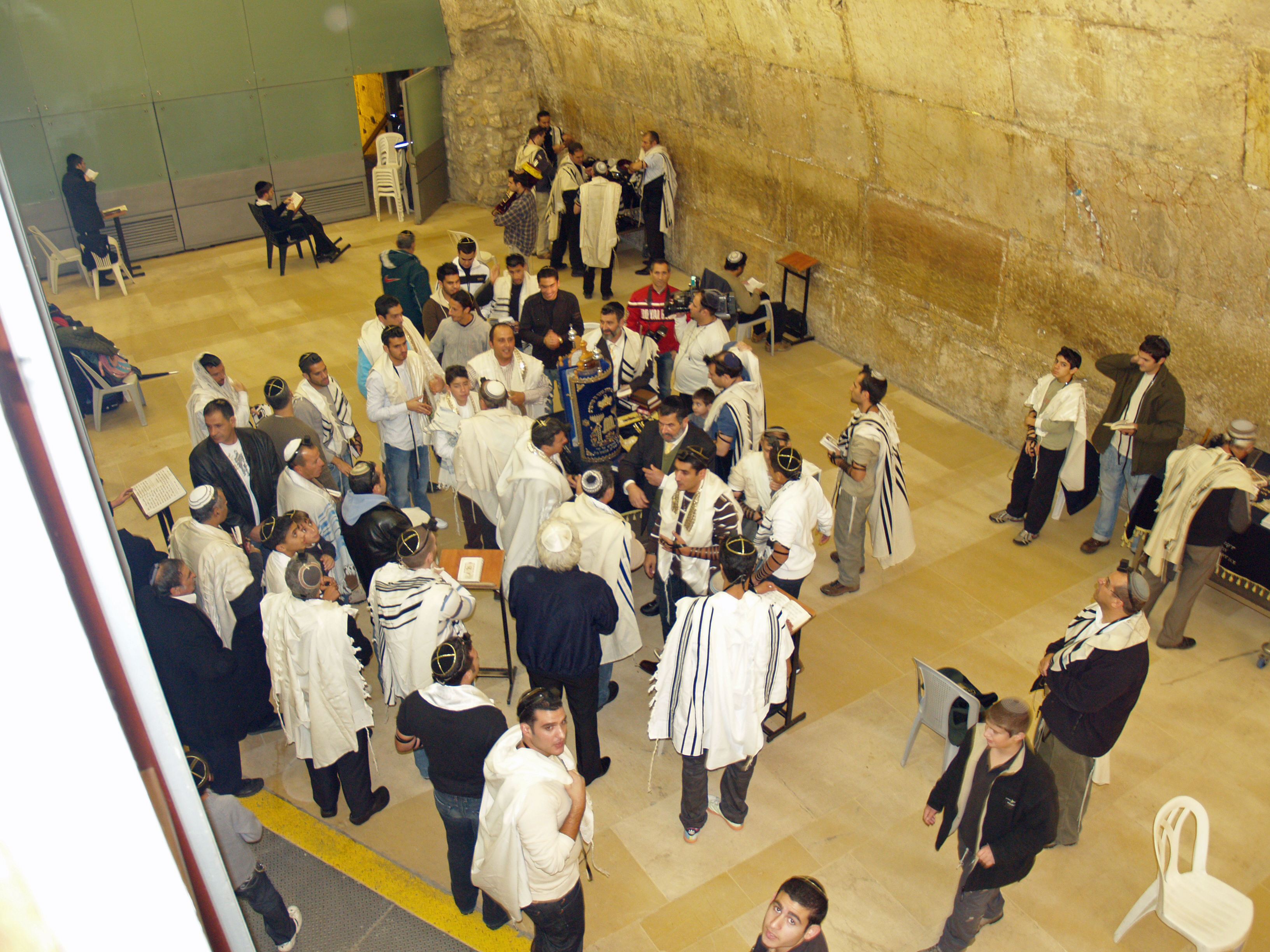
Celebración del Bar Mitzvá en el túnel del Muro de las Lamentaciones en Jerusalén.

## Los rabinos y Jerusalén
El Talmud registra que el líder rabínico Yohanan ben Zakai (c. 70) instó a una rendición pacífica, con el fin de salvar a Jerusalén de la destrucción, pero no fue escuchado ya que la ciudad estaba bajo el control de los zelotes. Una expresión temprana de la voluntad judía para el «retorno a Sion» es el viaje de Yehudah Halevi, quien murió en el año 1140. Una leyenda judía relata que cuando llegó cerca de Jerusalén, dominado por la visión de la Ciudad Santa, cantó su más bella elegía, la célebre «siónida» Tzion ja-lo Tish'ali y que en ese instante en que fue asaltado y asesinado por un árabe.
Fue seguido por Nahmánides, el Ramban, quien, en 1267 emigró a la tierra de Israel, y tuvo una corta estancia en Jerusalén. Él escribió que encontró apenas diez judíos, ya que la comunidad había sido desolada por las Cruzadas, sin embargo, juntos construyeron una sinagoga que es la más antigua que aún se mantiene hasta hoy, conocida como la Sinagoga Ramban.
Tanto Elías ben Salomón (m. 1797), conocido como el Gaón de Vilna, e Israel ben Eliezer (m. 1760), conocido como Baal Shem Tov instruyeron y enviaron pequeñas olas sucesivas de sus discípulos para establecerse en Jerusalén, entonces bajo dominio otomano. Ellos crearon la infraestructura religiosa judía que sigue siendo el núcleo de la comunidad judía jaredí en Jerusalén a día de hoy, actualmente dirigida por el Edah Haredit. Algunos de los descendientes de los estudiantes del Gaón de Vilna establecieron el extremadamente antisionista movimiento Neturei Karta.

## Creación del Estado de Israel
Las autoridades del Mandato británico de Palestina crearon las nuevas oficinas del «Gran Rabinato» en 1921 para ambos judíos, ashkenazíes y sefardíes, con su oficina central en Jerusalén. El rabino Abraham Isaac Kook (m. 1935) se trasladó a Jerusalén para establecer esta oficina, asociado con el grupo «sionista religioso» Mafdal, convirtiéndose en el primer Gran Rabino moderno junto con el Gran Rabino sefardí Yaakov Meir. El lugar de la estructura oficial del Gran Rabinato se completó en 1958 y se conoce como Heijal Shlomo.
Por el contrario, los judíos jaredí de Jerusalén formaron el antisionista Edah Haredit, una organización que agrupa a todos los judíos jaredí que no son sionistas, y que ferozmente se opuso a las actividades del movimiento (religioso) sionista. El primer Gran Rabino de la Edah Haredit fue Yosef Chaim Sonnenfeld. Varios grupos anteriormente alineados con la Edah rompieron gradualmente alejándose de ella; éstos incluyen los movimientos jasídicos Belz y Skver. El grupo jasídico Ger nunca fue parte de la Edah. Además de la más célebre Edah ashkenazí, también hay una menos conocida Edah Haredit sefardí.
Jerusalén es también el hogar del mayor número de yeshivot del mundo (talmúdico y escuelas rabínicas), y se ha convertido en la capital indiscutible de la erudición judía, la vida religiosa y espiritual de la mayoría de los judíos del mundo. Ejemplos de grandes yeshivá en Jerusalén son la Yeshivá Mir y la Yeshivá Brisk.
Las principales dinastías jasídicas con sede en Jerusalén incluyen Toldos Aharon, Toldos Avraham Itzjak, Dushinsky, Ger, Belz, Breslov, Karlin-Stolin y Rachmastrivka. La mayoría de estos grupos tienen una membresía que va desde alrededor de mil a decenas de miles. También hay varios grupos más pequeños, que no se mencionan aquí.

## Jerusalén en el Israel moderno
Jerusalén en el siglo XXI es percibida por los judíos israelíes de diferentes maneras, en función de sus creencias religiosas. En el verano de 2009, disturbios por parte de judíos jaredí estallaron en Jerusalén debido a la apertura de un estacionamiento cerca de la ciudad vieja en Shabbat. Sin embargo, los grupos seculares contra-protestaron, alegando que Jerusalén debe ser una ciudad para todas las personas, religiosas y no religiosas. La convocatoria de la «apertura» de Jerusalén ha recibido apoyo del rabino Dr. Donniel Hartman, un rabino ortodoxo y presidente del Instituto Shalom Hartman, en Jerusalén. El escribió:
Como judío religioso, que también es un sionista, creo que Jerusalén no es sólo importante como la ciudad de Dios, sino también como la capital del Estado de Israel, un estado que, a diferencia de usted, yo valoro como una parte de mi vida religiosa. Como un sionista comprometido, creo que los ciudadanos de nuestro país necesitan símbolos unificadores alrededor del cual construir nuestra vida colectiva compartida. Jerusalén, uno de los pocos conceptos unificadores que quedan en nuestro mundo judío profundamente dividido, puede servir precisamente como símbolo. El significado de Jerusalén como capital de Israel es que es una ciudad que pertenece a todos los ciudadanos del Estado de Israel. Mientras usted y yo podemos observar el Shabat en forma similar, mis conciudadanos de Israel lo observan de manera muy diferente. Mientras que usted desea conservar la ciudad, yo quiero preservar nuestro pueblo.

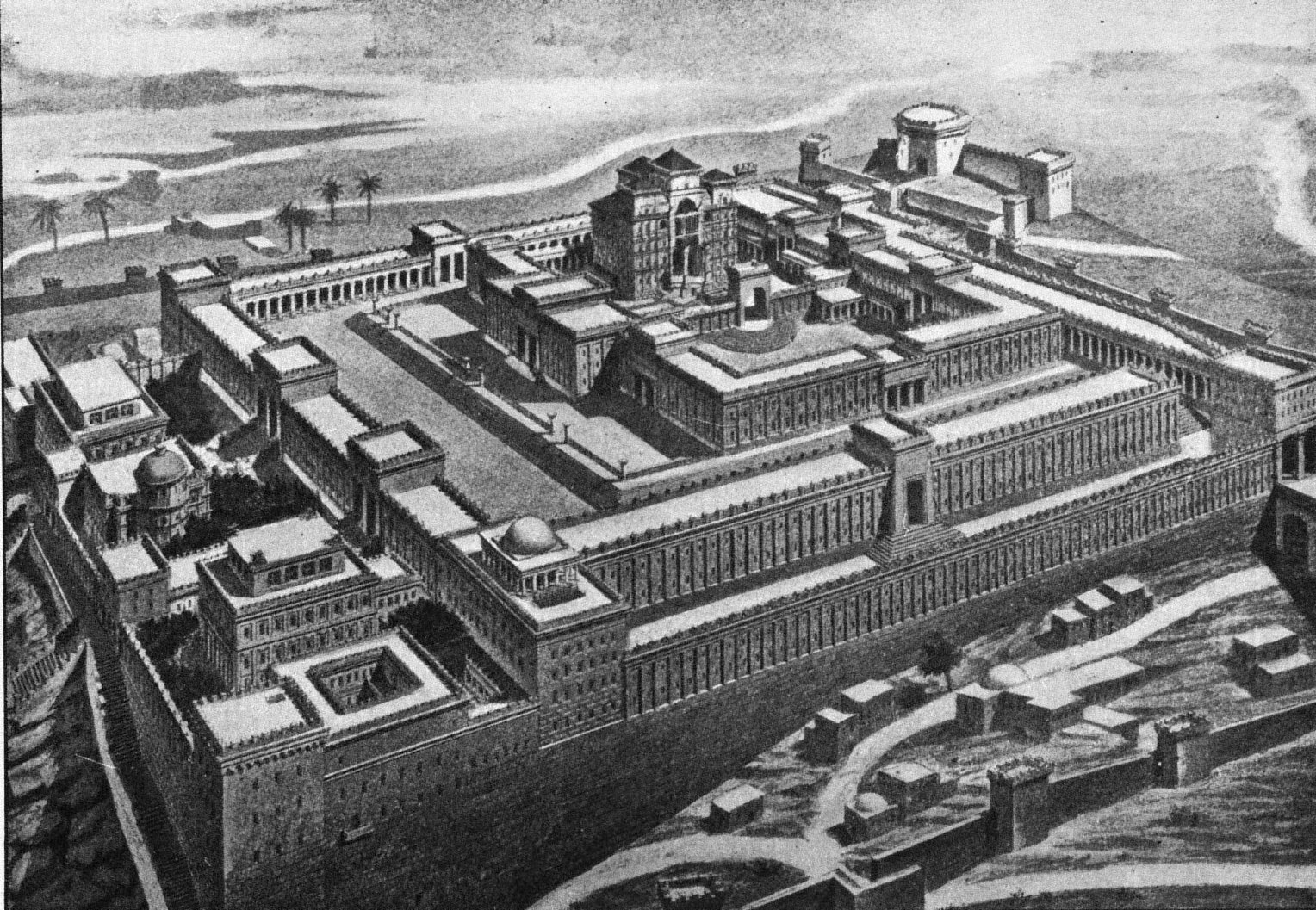
Reconstrucción del Templo de Salomón de acuerdo con la descripción bíblica.
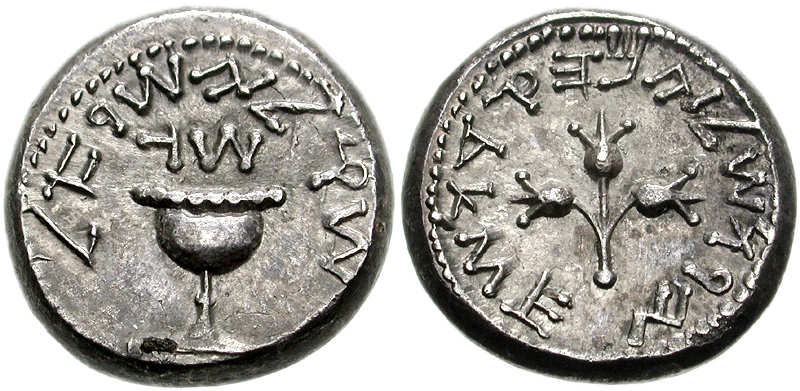
Una moneda emitida por los rebeldes en el año 68. Anverso: «Shekel Israel, año 3». Reverso: «Jerusalén, la Santa».
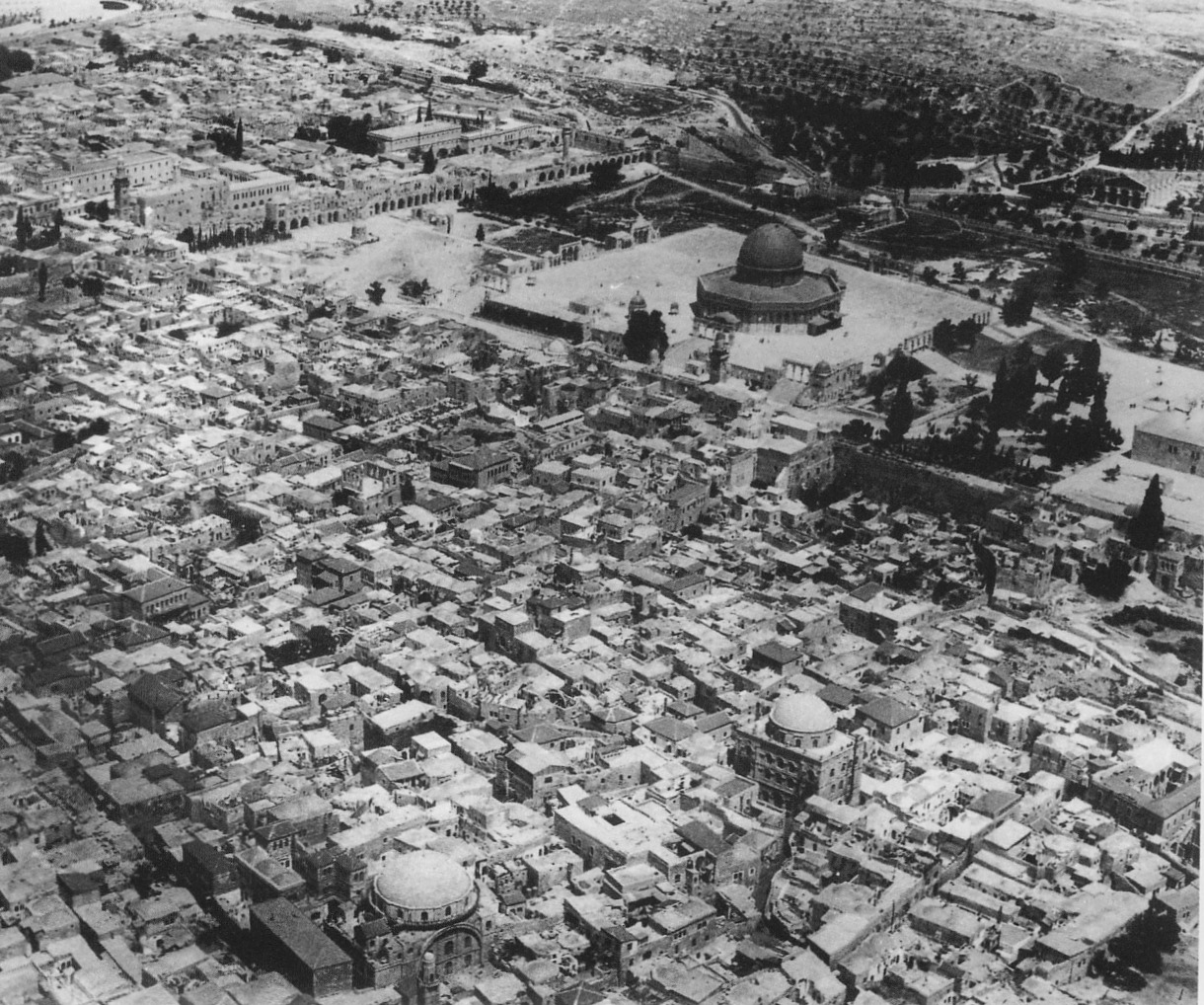
La Ciudad Vieja a principios de 1900. Las dos cúpulas en el barrio judío (parte inferior de la foto), son las de las sinagogas Hurva y Tiferes Yisrael.